# GOLDEN☆BEST 石野陽子
『GOLDEN☆BEST 石野陽子』（ゴールデン☆ベスト いしのようこ）は、石野陽子のベスト・アルバム。2004年12月22日発売。発売元は徳間ジャパンコミュニケーションズ。規格品番：TKCA-72795。

## 解説
各レコード会社から発売されているゴールデン☆ベストシリーズの中の1枚。
「石野陽子」表記で1980年代に発売した全シングル盤のA面・B面曲が収録されている。

## 収録曲
特記以外　作詞:売野雅勇 作曲:芹澤廣明 編曲:若子内悦郎
1. テディーボーイ・ブルース
2. さよならのバースデー
  - 作曲:若子内悦郎
3. ロマネスク・ヨコハマ
  - 作詞:吉元由美
4. 天使になりたい
  - 作詞:吉元由美 作曲:若子内悦郎
5. 雨のチャペル通り
6. 涙のポニーテール
  - 作曲・編曲:三原綱木
7. グッバイ・ブルーサーファー
  - 作詞:吉元由美
8. スクールリングにKISS
  - 作詞:吉元由美
9. 失なわれた夏
  - 作詞:吉元由美 作曲・編曲:後藤次利
10. さよならの関係
  - 作詞:吉元由美 作曲・編曲:後藤次利
11. ロマンティック神楽坂
  - 作詞:秋元康 作曲:井上大輔 編曲:船山基紀
12. 五月雨は涙
  - 作詞:秋元康 作曲:井上大輔 編曲:船山基紀
13. KISSまで待てない -MY WORLD-
  - 作詞:麻生圭子 作曲:Dibonaventura・Farina・Crivellent 編曲:大谷和夫
  - フジテレビ系バラエティ『志村けんのだいじょうぶだぁ』エンディング・テーマ
14. ジェラシーには鍵を
  - 作詞:麻生圭子 作曲:南佳孝 編曲: 矢野誠
15. 100カラットの恋
  - 作詞:吉元由美
  - アルバム『Boys&Girls』（1985/6/25発売、LP:28JAL-3012/CT:28J-2012/CD:32JC-128）収録
16. ピンクのラブソング
  - 作詞:飯塚修子 作曲:若子内悦郎
  - アルバム『ピンクのラブソング』（1985/12/21発売、22JAL-3033）収録
17. 恋は夢色
  - 作詞:谷田智恵子 作曲:若子内悦郎
  - アルバム『ピンクのラブソング』（1985/12/21発売、22JAL-3033）収録
18. 抱きしめてダーリン
  - 作詞:田代ゆきえ 作曲:若子内悦郎
  - ベスト・アルバム『YOHKO INDEX』（1986/10/25発売、27JC-175/6）収録
19. シンデレラ・ガール
  - 作詞:飯塚修子 作曲:あらい舞 編曲:田代修二
  - ベスト・アルバム『YOHKO INDEX』（1986/10/25発売、27JC-175/6）収録
20. はじめまして
  - 作詞:飯塚修子 作曲:若子内悦郎
  - ベスト・アルバム『YOHKO INDEX』（1986/10/25発売、27JC-175/6）収録
21. いくじなしの夜
  - 作詞:飯塚修子 作曲:あらい舞 編曲:田代修二
  - ベスト・アルバム『YOHKO INDEX』（1986/10/25発売、27JC-175/6）収録